# Colobothea unilineata
Espèce
Colobothea unilineata est une espèce de coléoptères de la famille des Cerambycidae.

## Systématique
L'espèce Colobothea unilineata a été décrite en 1872 par Henry Walter Bates.

## Répartition
Colobothea unilineata se rencontre au Nicaragua et au Panama.